# Toprak Razgatlıoğlu

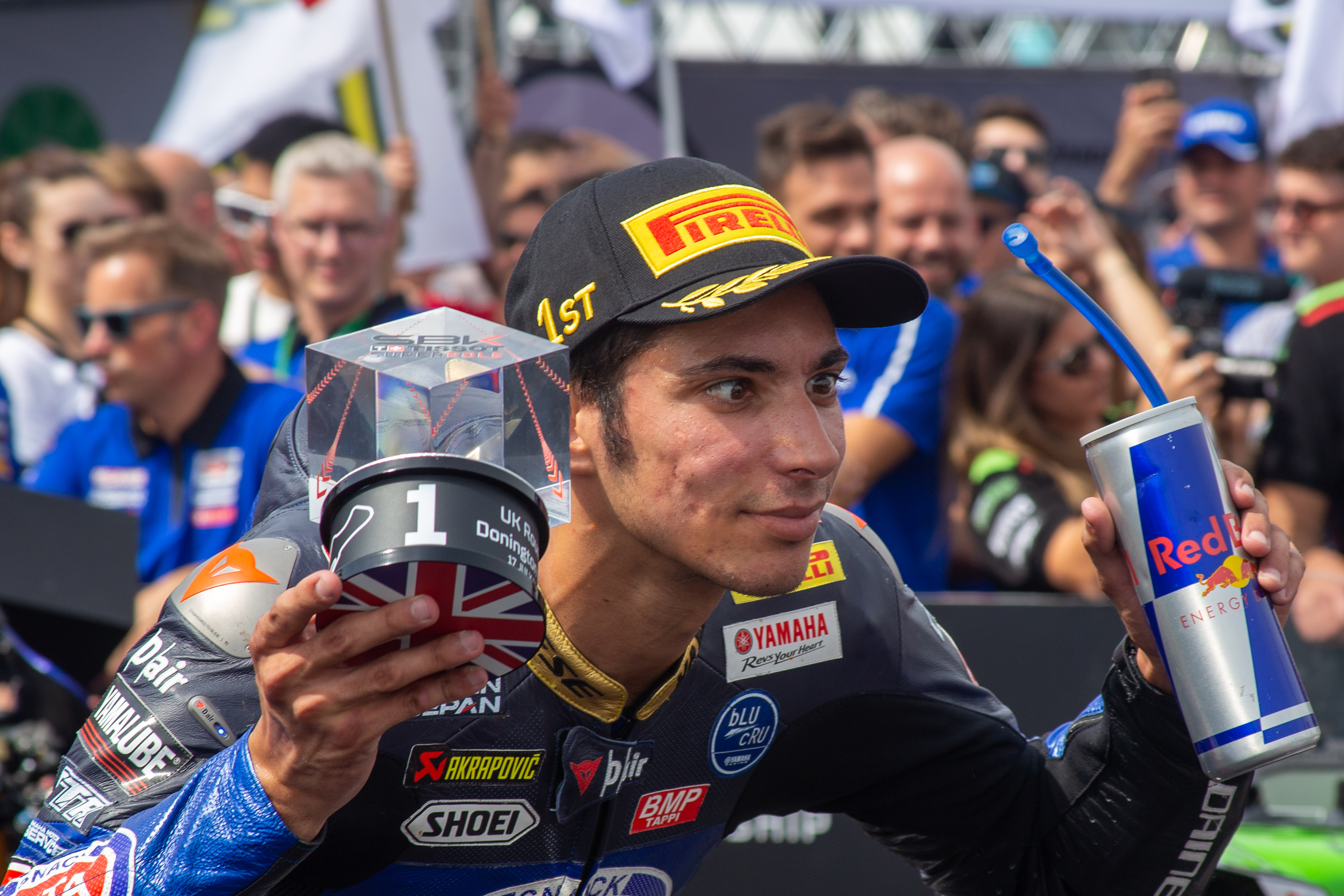
Toprak Razgatlioglu, 2022

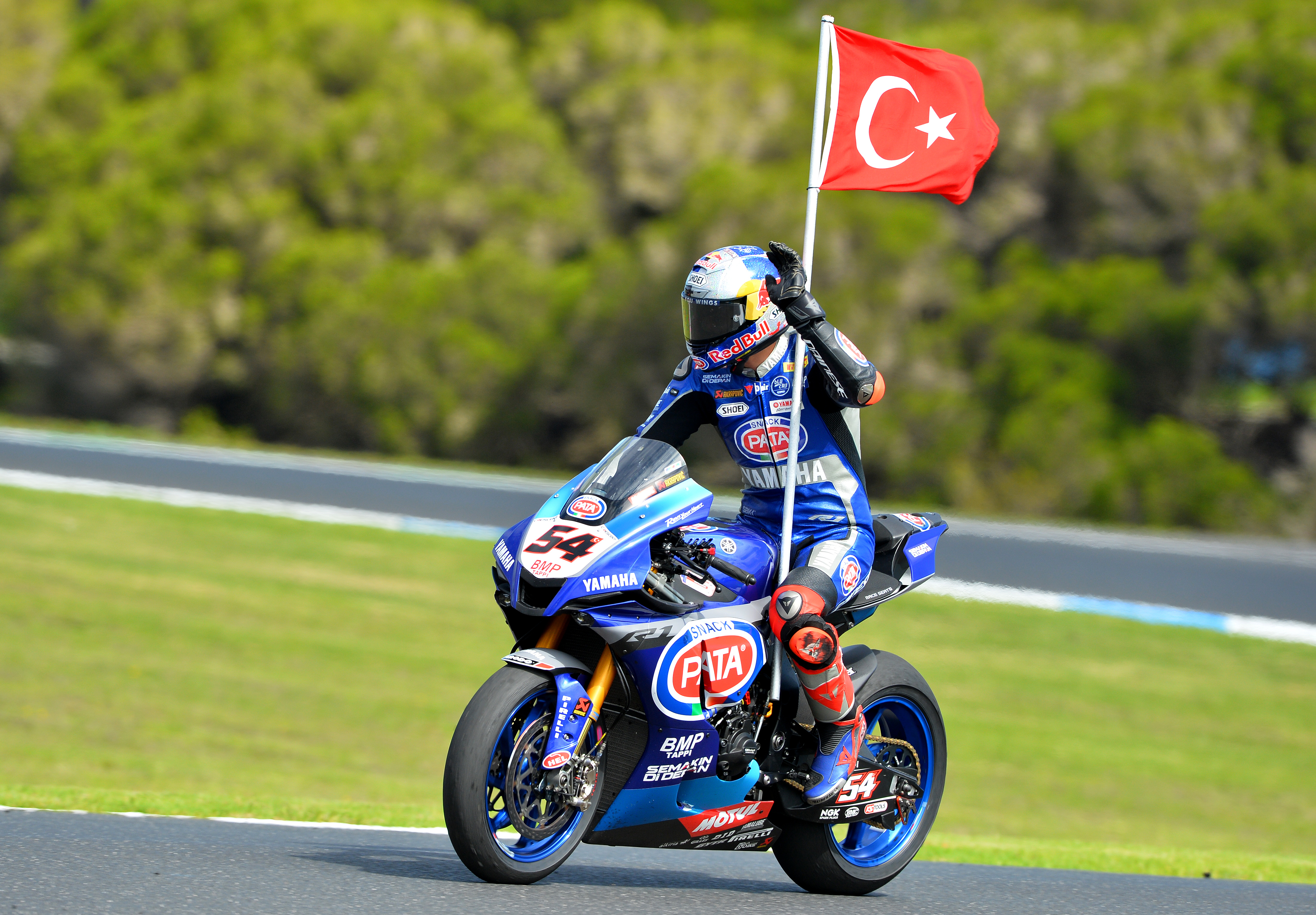
Toprak Razgatlıoğlu, 2020 auf Yamaha

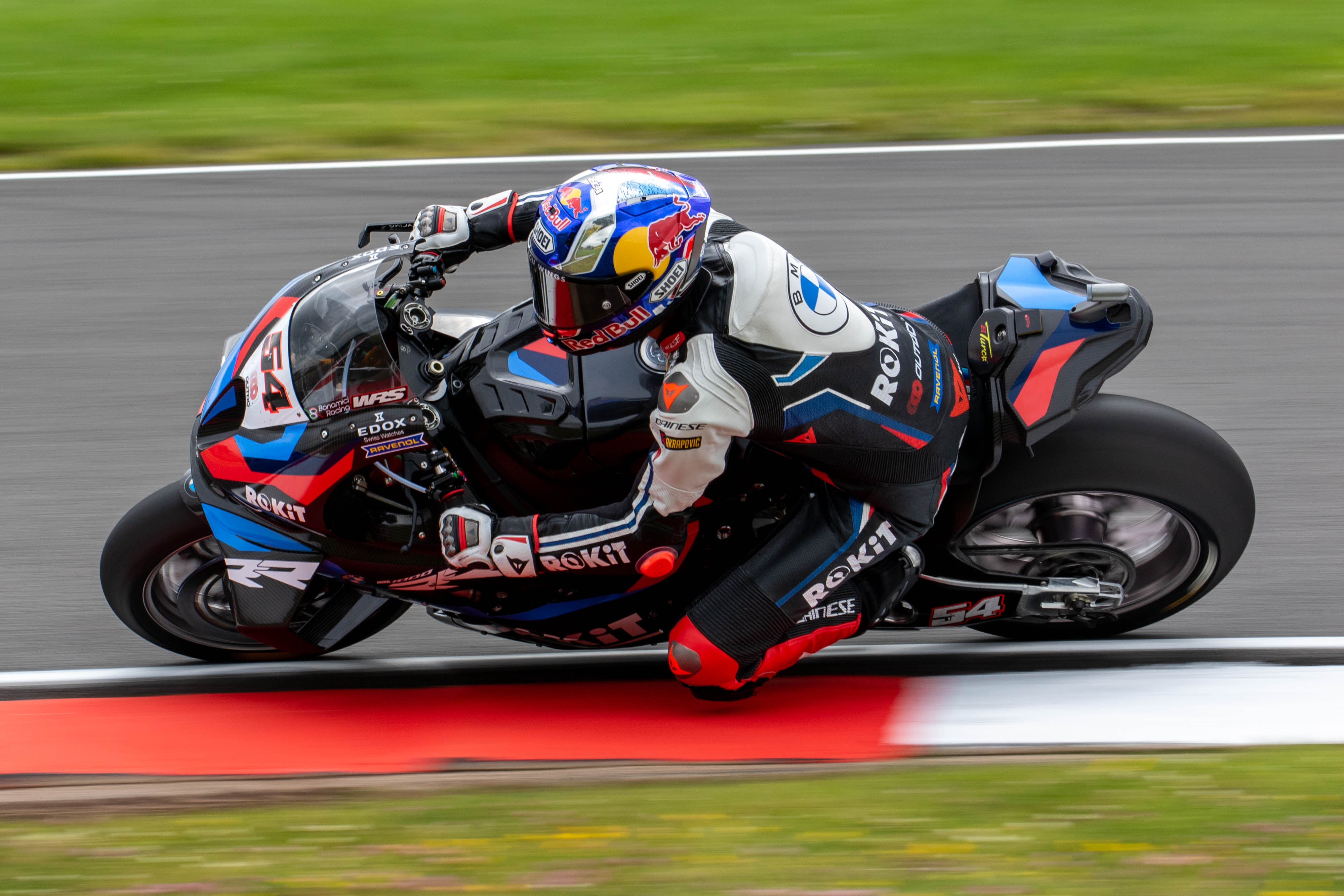
Toprak Razgatlıoğlu, 2024 auf BMW

Toprak Razgatlıoğlu (* 16. Oktober 1996 in Alanya) ist ein türkischer Motorradrennfahrer.

## Karriere
Razgatlıoğlu nahm zu Beginn seiner Karriere zwischen 2004 und 2008 an nationalen Motocrosswettbewerben in der Türkei teil. Zur Saison 2009 wechselte er in die türkische Motorrad-Straßenmeisterschaft, wo er 2011 Vizemeister und 2012 Meister wurde. In den Saisons 2011 und 2012 nahm Razgatlıoğlu außerdem am Yamaha-Cup teil und Gesamt-18. bzw. Gesamtsiebenter. Zur Saison 2013 wechselte Razgatlıoğlu in den Red Bull MotoGP Rookies Cup, wo er mit zwei Podestplätzen den zehnten Endrang belegte. 2014 sicherte sich Razgatlıoğlu auf dem Sachsenring seinen einzigen Sieg im Red Bull MotoGP Rookies Cup. Er schloss die Saison auf Rang sechs ab. 2015 fuhr er für das Team Kawasaki Puccetti Racing auf Kawasaki Ninja ZX-6R und wurde Meister des FIM Superstock 600 Cups. 2016 startete Razgatlıoğlu im selben Team auf einer Kawasaki Ninja ZX-10R im FIM Superstock 1000 Cup und wurde Gesamtfünfter. In der darauffolgenden Saison 2017 wurde er hinter Michael Ruben Rinaldi Vizemeister der Serie.

### Superbike-Weltmeisterschaft
Seit der Saison 2018 startet Razgatlıoğlu in der Superbike-Weltmeisterschaft. In den ersten beiden Jahren fuhr er für Kawasaki Puccetti Racing auf eine Kawasaki Ninja ZX-10R. 2020 wechselte er zum Yamaha-Werksteam Pata Yamaha Official WorldSBK Team auf eine Yamaha YZF-R 1. Er gewann 2021 mit diesem Team die Meisterschaft und wurde in den Saisons 2022 sowie 2023 hinter dem Ducati-Piloten Álvaro Bautista jeweils Vizeweltmeister. Zur Saison 2024 wechselte Razgatlıoğlu in das Werksteam von BMW und pilotiert dort eine BMW M 1000 RR. Er gewann 2024 zum zweiten Mal die Superbike-Weltmeisterschaft und stellte mit 18 Saisonsiegen einen neuen Rekord auf. Mit dem Titel auf BMW wurde Razgatlıoğlu der dritte Rennfahrer nach Troy Corser und James Toseland in der Geschichte der Superbike-Weltmeisterschaft, der mit zwei verschiedenen Konstrukteuren Weltmeister wurde.

### Langstrecken-Weltmeisterschaft
Im Jahr 2019 war Toprak Razgatlıoğlu zusammen mit Jonathan Rea und Leon Haslam auf einer Kawasaki ZX-10R des Kawasaki-Werksteams für das 8-Stunden-Rennen von Suzuka gemeldet. Das Team gewann, allerdings wurde Razgatlıoğlu nicht im Rennen eingesetzt, da Kawasaki sich dazu entschieden hatte, auf die beiden Werksfahrer zu setzten. Aufgrund dieser Entscheidung wechselte Razgatlıoğlu zur folgenden Saison zu Yamaha.

### Motorrad-Weltmeisterschaft
In der Saison 2026 wird Razgatlıoğlu zu Pramac Racing in die MotoGP-Klasse der Motorrad-Weltmeisterschaft wechseln, wo er auf einer Yamaha YZR-M1 antreten wird. Sein Nachfolger bei BMW wird Danilo Petrucci werden.
Razgatlıoğlu wird vom ehemaligen Rennfahrer Kenan Sofuoğlu gemanagt.

## Statistik

### Erfolge
- 2015 – Superstock-600-Europameister auf Kawasaki
- 2019 – Sieger des 8-Stunden-Rennens von Suzuka zusammen mit Jonathan Rea und Leon Haslam auf Kawasaki
- 2021 – Superbike-Weltmeister auf Yamaha
- 2024 – Superbike-Weltmeister auf BMW

### In der Superbike-Weltmeisterschaft
(Stand: nach dem Lauf in Ungarn, 27. Juli 2025)
| Saison | Team                               | Motorrad        | Rennen | Siege | Zweiter | Dritter | Poles | Schn. Runden | Punkte | Ergebnis    |
| ------ | ---------------------------------- | --------------- | ------ | ----- | ------- | ------- | ----- | ------------ | ------ | ----------- |
| 2018   | Kawasaki Puccetti Racing           | Kawasaki ZX-10R | 24     | –     | 1       | 1       | –     | –            | 151    | 9.          |
| 2019   | Kawasaki Puccetti Racing           | Kawasaki ZX-10R | 37     | 2     | 3       | 8       | –     | 3            | 315    | 5.          |
| 2020   | Pata Yamaha Official WorldSBK Team | Yamaha YZF-R1   | 22     | 3     | 3       | 3       | 1     | 1            | 228    | 4.          |
| 2021   | Pata Yamaha Official WorldSBK Team | Yamaha YZF-R1   | 37     | 13    | 9       | 7       | 3     | 9            | 564    | Weltmeister |
| 2022   | Pata Yamaha Official WorldSBK Team | Yamaha YZF-R1   | 36     | 14    | 9       | 6       | 4     | 13           | 529    | 2.          |
| 2023   | Pata Yamaha Official WorldSBK Team | Yamaha YZF-R1   | 36     | 7     | 20      | 6       | 4     | 7            | 552    | 2.          |
| 2024   | ROKiT BMW Motorrad WorldSBK Team   | BMW M1000RR     | 30     | 18    | 7       | 2       | 6     | 13           | 527    | Weltmeister |
| 2025   | ROKiT BMW Motorrad WorldSBK Team   | BMW M1000RR     | 24     | 15    | 5       | –       | 2     | 10           | 407    | 1.          |
| Gesamt | Gesamt                             | Gesamt          | 246    | 72    | 57      | 33      | 22    | 61           | 3237   |             |